# 青春泥棒・徹と由紀子
『青春泥棒・徹と由紀子』（せいしゅんどろぼう とおるとゆきこ）は、1984年4月12日から同年7月5日までTBS系列（ただし琉球放送除く）の木曜20時連続ドラマ枠で放送された中井貴一主演のテレビドラマ。全13話。

## 概要
『ふぞろいの林檎たち』で共演した中井貴一と石原真理子をメインキャストに起用し、東京・渋谷の並木橋界隈を舞台に、中井演じる徹の家が経営する「元吉印刷所」、石原演じる由紀子の家が営む「手塚ヨガ道場」などを中心にして、ジェームス三木が脚本を手がけた青春ラブストーリー。

## キャスト
元吉徹
演 - 中井貴一
今岡由紀子
演 - 石原真理子
今岡高雄
演 - 伊東四朗
由紀子の父
今岡加奈
演 - 吉行和子
由紀子の母
元吉征二
演 - 小林亜星
徹の父
元吉弥生
演 - 坂本スミ子
徹の母
元吉悦子
演 - 河合美智子
徹の妹
徳田法子
演 - 角替和枝
安中芳之
演 - 小倉一郎
古畑耕平
演 - 大門正明
早苗
演 - 遠藤京子
伊沢伝
演 - 小野ヤスシ
興信所所長

## スタッフ
- 脚本 - ジェームス三木 他
- 演出 - 豊原隆太郎、大岡進、竜至政美
- 主題歌 - 中井貴一「青春の誓い」（作詞：岩谷時子・作曲：加瀬邦彦 東芝EMI）

## 放送日程
| 話数 | 放送日  | サブタイトル                            | 演出               |
| ---- | ------- | --------------------------------------- | ------------------ |
| 1    | 4月12日 | 夢の国から現れた君はジュリエット        | 豊原隆太郎、大岡進 |
| 2    | 4月19日 | カタキ同士で二人三脚・秘密で親探し      | 豊原隆太郎         |
| 3    | 4月26日 | 町内騒然!駆け落ちの二人を発見?          | 大岡進             |
| 4    | 5月3日  | 残された人達みなキトク、レンラクコウ    | 大岡進             |
| 5    | 5月10日 | 君の頬にかかる涙、初めてのキス          | 豊原隆太郎         |
| 6    | 5月17日 | 渡せなかった赤いカーネーション・揺れて  | 豊原隆太郎         |
| 7    | 5月24日 | 胸ドキ・ラブホテルでキケンな待ち合わせ  | 大岡進             |
| 8    | 5月31日 | 恋人宣言・もう後を引けない僕たち        | 大岡進             |
| 9    | 6月7日  | 棲み家発見・千客万来!幸せですか         | 竜至政美           |
| 10   | 6月14日 | 僕たちの恋愛と…親たちの思惑と           | 豊原隆太郎         |
| 11   | 6月21日 | 祝福か破綻か…そして、二人の結婚は?      | 大岡進             |
| 12   | 6月28日 | 大人の気持ちはわからない!僕たちは…      | 豊原隆太郎         |
| 13   | 7月5日  | がんばれ徹!ありがとう由紀子!ありがとう! | 大岡進             |

## 関連文献
- ジェームス三木『青春泥棒徹と由紀子』〈ヤングアダルトブックス〉、大和書房、1984年6月25日。

| TBS系 木曜8時枠の連続ドラマ | TBS系 木曜8時枠の連続ドラマ | TBS系 木曜8時枠の連続ドラマ |
| 前番組                      | 番組名                      | 次番組                      |
| --------------------------- | --------------------------- | --------------------------- |
| 激愛・三月までの…           | 青春泥棒・徹と由紀子        | ビートたけしの学問ノススメ  |